# Rachael Mendy
Rachael Y. Mendy (Rachael Yvonne Mendy Mboge; auch: Rachel) ist eine gambische Juristin.

## Leben
1994 erhielt sie ihre Zulassung als Anwältin und war ab Oktober 1994 in der Kanzlei Basangsang Chambers des Juristen und Oppositionspolitikers Ousainou Darboe (UDP) als Junior Counsel angestellt. Von 1996 bis 1999 lebte sie mit ihrem Ehemann in Großbritannien. Nach der Rückkehr arbeitete sie erneut bis 2007 für Darboe. Im Mai 2007 eröffnete sie ihre eigene Kanzlei, RYM Legal Services in der gambischen Hauptstadt Banjul.
Ab mindestens März 2017 war sie Vorsitzende der gambischen Rechtsanwaltskammer Gambia Bar Association (GBA). In einer Rede Anfang Februar 2019 kritisierte sie in ihrer Funktion als Präsidentin der GBA Adama Barrows Bestrebungen, die Jugendbewegung Barrow Youth Movement (Barrow Youth for National Development) aufzubauen. Diese Äußerungen stießen auf harsche Kritik, da sich die GBA damit politisch positioniert habe. Mitte Februar 2019 wurde Salieu Taal zu ihrem Nachfolger als Vorsitzender gewählt.